# Тучинский, Францишек
Франци́шек Тучи́нский (пол. Franciszek Ksawery Tuczyński, 1.10.1844 г. — 20.06.1890 г., Миколув, Королевство Пруссия) — польский писатель, поэт и публицист, популяризатор науки, издатель и главный редактор периодических изданий «Wiarus Katolicki» и «Gwiazdа Piekarskа».

## Биография
Францишек Тучинский родился 1 октября 1844 году в польском историческом регионе Палуки. Окончив начальную школу в Хоментове, с 1856 года были студентом гимназии в городе Тшемешно. До призыва на армейскую службу в 1866 году он четыре года проработал домашним учителем. Отказавшись от военной карьеры, Францишек Тучинский 22 сентября 1869 года сдал экзамен на право работать учителем. Преподавал в сёлах Дзевоключ, Лекно и Круликово и Рачково. В 1876 году он переехал на работу в село Кишково.
Во время работы в Кишкове Францишек Ксаверий Тучинский написал свои первые сочинения «Szymek i Handzia» (Познань, 1876), «Pogadanka o gwiazdach» (Познань, 1876), «Polskie czasy, błogie czasy» (Познань, 1878), «Olitypa czyli ptak stepowy» (Познань, 1879), «Handbuch für den geographischen Unterricht in einklassigen Volksschulen der Prowinz Posen» (Гнезно, 1880), «Omrah, chłopiec buszmeński» (Познань, 1880) и «Pobożny bandyta» (Познань, 1881).
В Кишкове у него родилась дочь Витослава Анеля, которая в будущем стала известной переводчицей польской литературы на испанский язык. В 1881 году писатель покинул село Кишково.
Во время своей короткой жизни Францишек Тучинский написал десятки популярных романов и различных сочинений, которые популяризовали науку. Был редактором польской газеты «Wiarus Katolickie i Gwiazdа Piekarskа».
Скончался 20 июня 1890 года в городе Миколуве.

## Сочинения
- Wernyhora, wieszcz ukraiński (Познань, 1896);
- Raciczki (1874);
- Jaskinia potępieńca (1875);
- Szymek i Handzia (Познань, 1876);
- Pogadanka o gwiazdach (Познань, 1876);
- Polskie czasy, błogie czasy (Познань, 1878);
- Olitypa czyli ptak stepowy (Познань, 1879);
- Handbuch fur den geographischen Unterricht in einklassigen Volksschulen der Prowinz Posen (Гнезно, 1880);
- Omrah, chłopiec buszmeński (Познань, 1880);
- Pobożny bandyta (Познань, 1881);
- Bajarz czyli zbiór rozmaitych powiastek (Познань, 1882);
- Morze, zjawiska w niem i na niem (Познань, 1883);
- Nasze prawa pod zaborem pruskim (Познань, 1883);
- Sknera (1885);
- Wychowanica (Познань, 1885);
- Raj za morzem (Познань, 1885);
- Szczęście w Ameryce (Познань, 1885);
- Pomorzanie w Gąsawie (Познань, 1885);
- Ofiary zabobonu (Миколув, 1885);
- Dziedzic na pustkowiu (Познань, 1885);
- Na Krzyżówce (Познань, 1885);
- Bukiet najucieszniejszych powiastek dla śmiechu i zabawy (Познань, 1885);
- Twardowski, mistrz czarnoksięski, jego życie, czyny i koniec (Познань, 1886);
- Życie ludzkie, jego chemiczne warunki, potrzeby i przyjemności (Познань, 1886);
- Dwie Marye (Чикаго, 1886);
- Mazepa, hetman Ukrainy (Познань, 1886);
- Dwie drogi (Познань, 1889);
- Der Provinz Posen;
- Obraz ziem, ludów i okolic;
- Poradnik wychowawczy, czyli główne zarysy rozumnego wychowania dzieci;
- Róża leśna. Powiastka z życia Indian amerykańskich;
- Świat i jego cuda. Pogadanka o ziemi i niebie;
- Tajemnice chaty wiejskiej. Powieść.

## Источник
- D. Jung Franciszek Ksawery Tuczyński (1844—1890). Pisarz wszechstronny, apologeta Ziemi Kiszkowskiej w: F. K. Tuczyński, Ofiary zabobonu (Kiszkowo 2012), стр. 8-23